# Market Street
Pour les articles homonymes, voir Market.

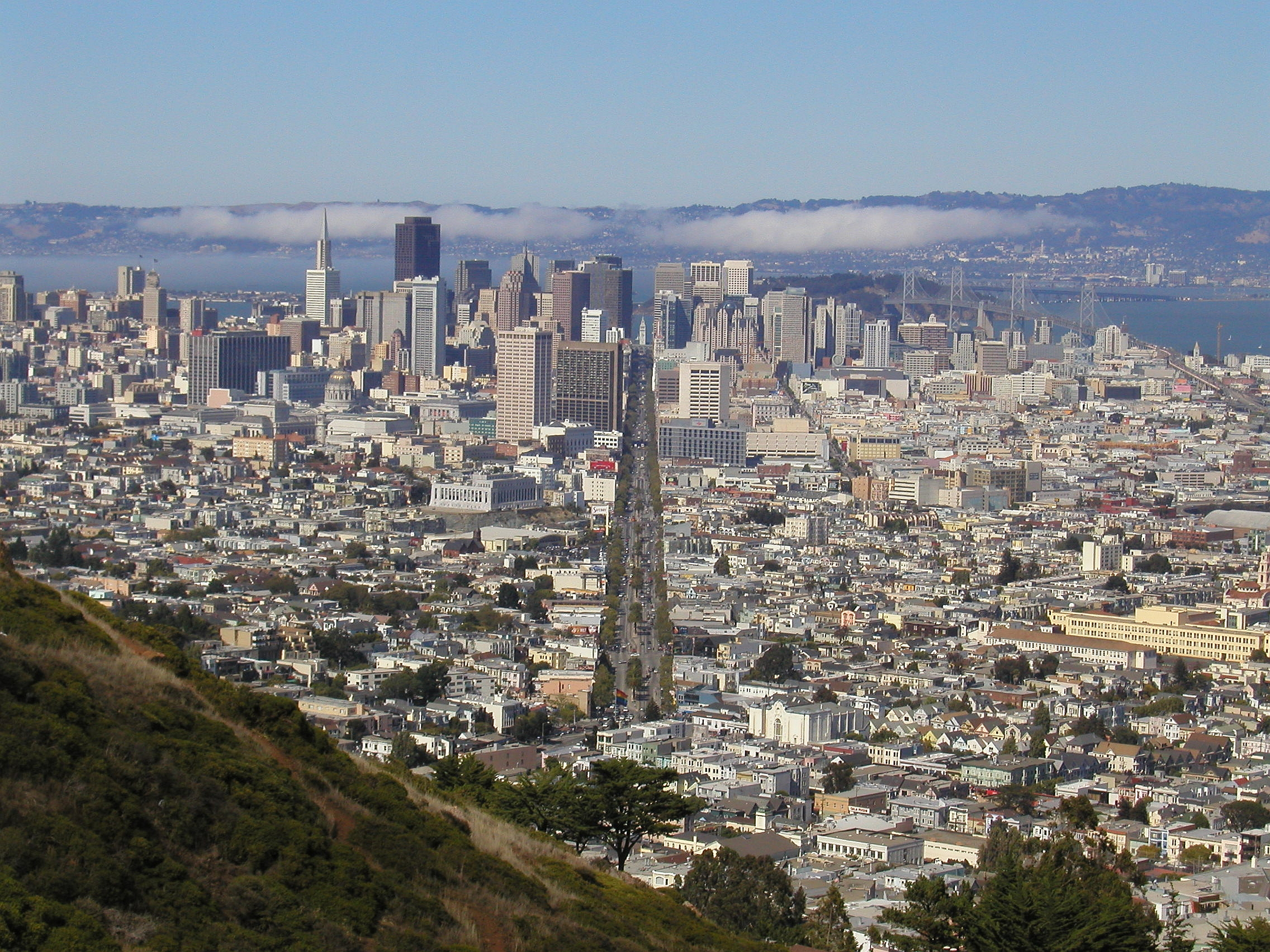
Vue de Market Street depuis la colline de Twin Peaks.

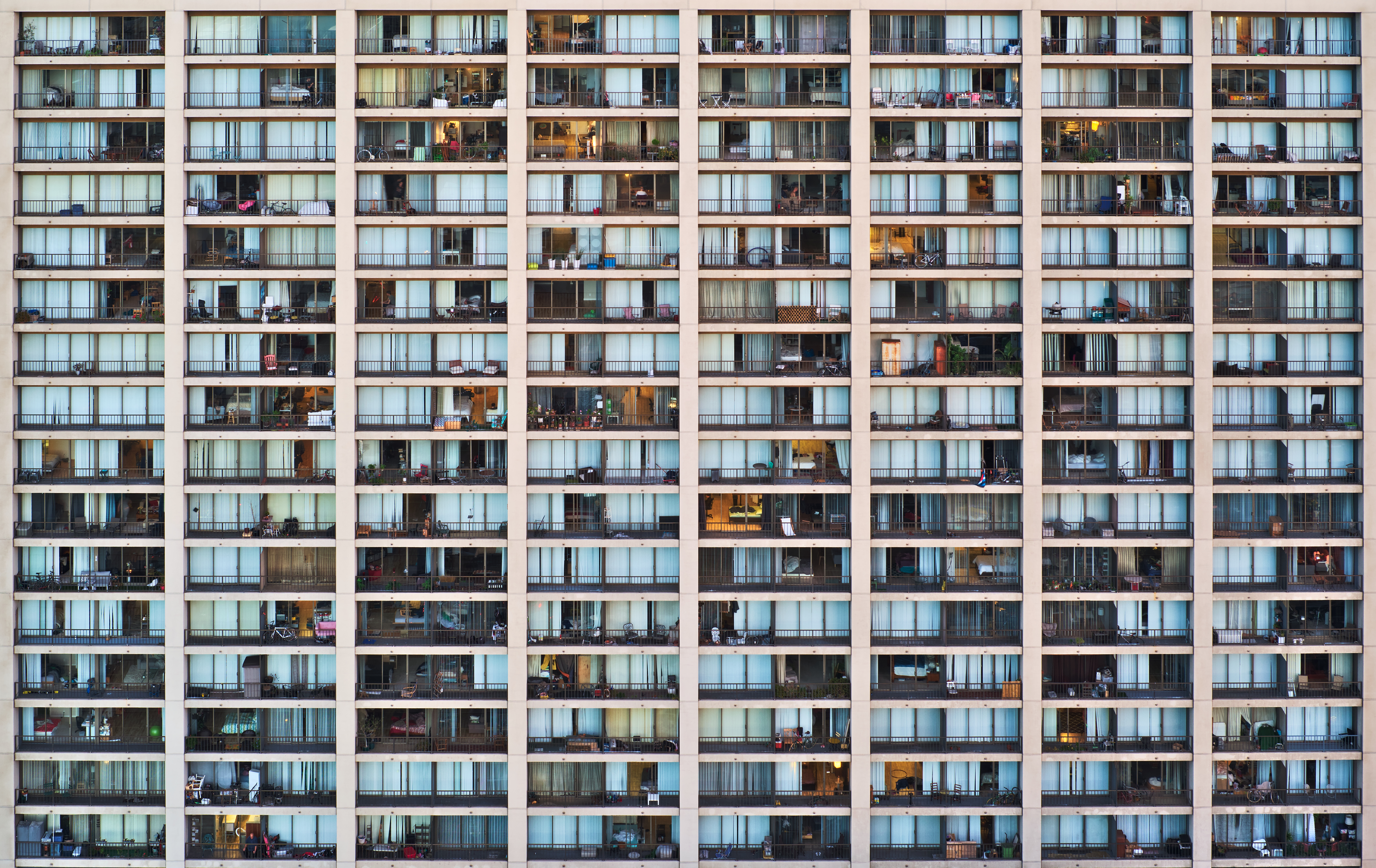
Balcons au 1390 Market Street, immeuble Fox Plaza.

Market Street est une importante artère de la ville de San Francisco en Californie. 

## Situation et accès
Elle commence dans le quartier de The Embarcadero, en face du Ferry Building au nord-est de la ville, et se dirige vers le sud-ouest à travers le centre-ville, en passant par le Civic Center et le quartier du Castro. Elle se termine au pied de Twin Peaks. Après ce point, Portola Drive prolonge Market Street vers le sud-ouest.
Market Street marque la séparation entre deux grilles de rues (street grids). Du côté sud-est, les rues sont parallèles ou perpendiculaires à Market Street, alors que celles du côté nord-ouest sont orientées à neuf degrés par rapport aux points cardinaux. 
Elle est une artère importante pour les transports en commun. Les autobus et trolleybus ainsi qu'une ligne de tramway — la « ligne F », équipée de véhicules historiques — l'empruntent. Bien que les Cable Cars n'y passent plus, elle possède deux terminus aux intersections avec California Street et Powell Street. En sous-sol, elle est desservie par les lignes du métro léger et du Bay Area Rapid Transit.
Market Street est un lieu de rassemblement, de parade et de manifestation pour les San Franciscains. Elle est comparée à la Cinquième Avenue de New York ou encore à l'avenue des Champs-Élysées de Paris.

## Historique
En 1839, Jean Jacques Vioget établi le premier quadrillage de rues dans le comptoir mexicain de Yerba Buena, suivant en grande partie les directions cardinales, avec des blocs de 126 par 84 m.
« Market Street », qui s'étend sur 4,8 km du front de mer jusqu'aux collines de Twin Peaks, a été initialement tracée en 1847 par Jasper O'Farrell (en).

### Note
1. ↑  Bien que la ligne F emprunte une voie autrefois utilisée par les Cable Car, elle n'est pas assimilable à ce réseau : alors que les Cable Cars sont dépourvus de motorisation et sont mus par un câble souterrain, les véhicules de la ligne F sont motorisés et alimentés par un câble électrique aérien.